# Paraplonobia daryaensis
Paraplonobia daryaensis är en spindeldjursart som beskrevs av Chaudhri, Akbar och Rasool 1974. Paraplonobia daryaensis ingår i släktet Paraplonobia och familjen Tetranychidae. Inga underarter finns listade i Catalogue of Life.